# Glasgow Caledonian University

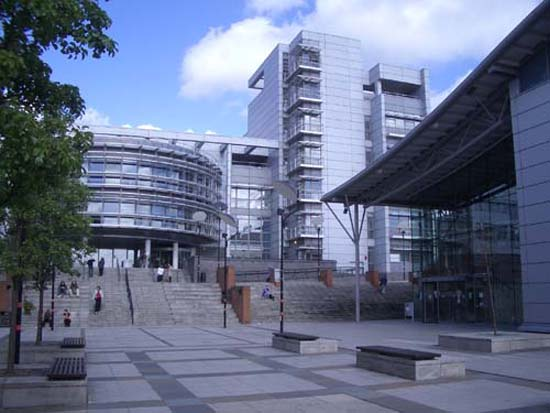
Glasgow Caledonian University – Campus

Die Glasgow Caledonian University (deutsch Kaledonische Universität Glasgow) ist nach der Universität Glasgow und der Universität Strathclyde die dritte Universität von Glasgow. Mit 17.540 Studierenden war sie im Studienjahr 2019/2020 die fünftgrößte Universität in Schottland.
Gegründet wurde sie am 1. April 1993 nach einer Fusion der Glasgow Polytechnic und The Queen’s College, Glasgow. Die Ursprünge von The Queen’s College, Glasgow gehen zurück auf das Jahr 1875, als die Glasgow School of Cookery gegründet wurde. Das Glasgow Polytechnic entstand in den frühen 1970er Jahren aus den Colleges of Science and Technology und dem College of Commerce.
Der Schwerpunkt der Lehrtätigkeit liegt in acht Fachbereichen, den sogenannten Academic Schools:
- School of the Built & Natural Environment
- Caledonian Business School
- School of Computing & Mathematical Sciences
- School of Engineering, Science & Design
- School of Health & Social Care
- School of Law & Social Sciences
- School of Life Sciences
- School of Nursing, Midwifery & Community Health

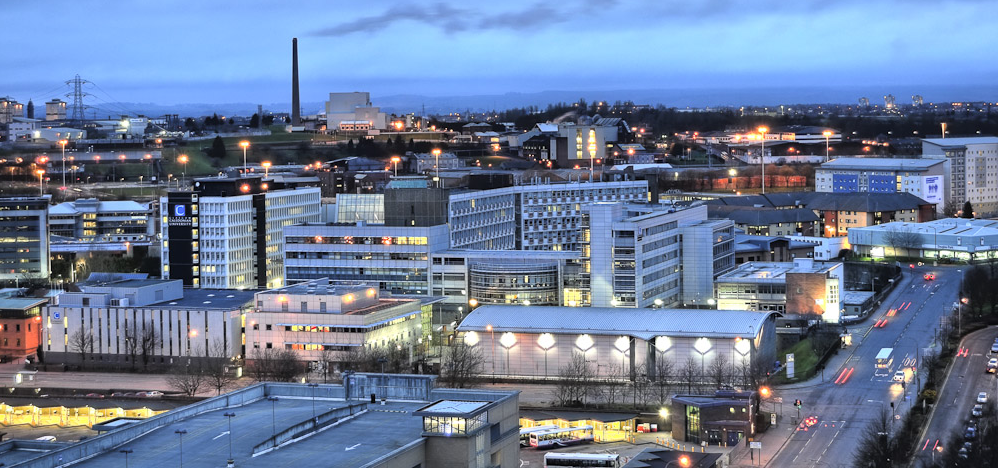
Der Campus der Glasgow Caledonian University im Zentrum von Glasgow

Der Campus befindet sich im Zentrum der Stadt Glasgow, zudem existiert ein Campus in der Innenstadt von London und in New York City.

## Studierende
Von den 17.540 Studierenden bezeichneten sich 10.185 als weiblich und 7.350 als männlich. 14.165 arbeiteten auf ihren ersten Studienabschluss hin, sie waren damit undergraduates. 3.375 strebten einen höheren Abschluss, z. B. einen Master, an, sie waren also postgraduates. 14.400 kamen aus Schottland, 765 aus England und 905 aus der EU.

## Mit der Universität verbundene Persönlichkeiten

### Studierende und Postdoktoranden
- Hassan Rohani, seit 2013 iranischer Präsident, erhielt 1995 einen Master in Rechtswissenschaften.
- Das Model Eunice Olumide erhielt 2004 einen Bachelor im Fach Kommunikation und Massenmedien.
- Die Curlerin Anna Sloan studierte von 2008 bis 2011 einen Sportstudiengang und erhielt 2015 eine Ehrendoktorwürde.[4]
- Der slowenische Politiker Gregor Virant arbeitete als Postdoktorand an der GCU.[5]

### Lehrkräfte
- Gordon Brown (2007 bis 2010 Premierminister des Vereinigten Königreichs) war von 1976 bis 1980 Lecturer in Politik am Glasgow College of Technology, einer der beiden Vorläufereinrichtungen der GCU.
- Die Ökonomin Ailsa McKay war Professorin für Wirtschaftswissenschaften an der GCU.

### Kanzler
- Der Journalist und Moderator Magnus Magnusson war ab 2002 Kanzler der Universität.[6]
- Der Friedensnobelpreisträger von 2006 Muhammad Yunus hatte ab dem Oktober 2012 die Position als Kanzler inne.[7]
- Die Sängerin Annie Lennox (* 1954) hat seit 2018 die repräsentative Stelle als Kanzlerin.[8]